# Kobajasi Júzó
Kobajasi Júzó (Hamura, 1985. november 15. –) japán válogatott labdarúgó. 2017-től a Szagan Toszu csapatban játszik.

## Nemzeti válogatott
A japán U20-as válogatott tagjaként részt vett a 2005-ös ifjúsági labdarúgó-világbajnokságon.